# Comunidades imaginadas
Comunidades imaginadas: Reflexiones sobre el origen y la difusión del nacionalismo (título original en inglés: Imagined Communities: Reflections on the Origin and Spread of Nationalism) es un libro de Benedict Anderson sobre el desarrollo del sentimiento nacional en diferentes épocas y a lo largo de distintas geografías alrededor del mundo. Introdujo el término «comunidad imaginada» como descriptor de un grupo social (específicamente las naciones) y desde entonces el término ha entrado en el uso estándar en innumerables campos de las ciencias políticas y sociales. El libro se publicó por primera vez en 1983 y se reeditó con capítulos adicionales en 1991 y una versión revisada adicional en 2006.
El libro es ampliamente considerado como influyente en las ciencias sociales, con Eric G. E. Zuelow describiéndolo como «quizás el libro más leído sobre nacionalismo». Está entre las 10 publicaciones más citadas en las ciencias sociales.

## Argumento histórico
Según la teoría de las comunidades imaginadas de Anderson, las principales causas históricas del nacionalismo incluyen:
- la creciente importancia de la alfabetización vernácula masiva,
- el movimiento para abolir las ideas del gobierno por derecho divino y la monarquía hereditaria («el concepto nació en una época en la que la Ilustración y la Revolución estaban destruyendo la legitimidad del reino dinástico jerárquico divinamente ordenado....[L]as naciones sueñan con ser libres... La medida y emblema de esta libertad es el estado soberano...», 1991, 7);
- y el surgimiento del capitalismo impreso («la convergencia del capitalismo y la tecnología de impresión... la estandarización de los calendarios, relojes y lenguajes nacionales se plasmó en libros y la publicación de periódicos diarios»).[2]

Todos estos fenómenos coincidieron con el inicio de la Revolución Industrial.

## La nación como comunidad imaginada
Según Anderson, las naciones se construyen socialmente. Para Anderson, la idea de «nación» es relativamente nueva y es producto de varias fuerzas sociomateriales. Definió una nación como «una comunidad política imaginada, imaginada como inherentemente limitada y soberana». Como dice Anderson, una nación «es imaginada porque los miembros incluso de la nación más pequeña nunca conocerán a la mayoría de sus compañeros, ni se encontrarán con ellos, ni siquiera oirán hablar de ellos; sin embargo, en la mente de cada uno vive la imagen de su comunión». Aunque los miembros de la comunidad probablemente nunca conocerán cara a cara a cada uno de los otros miembros, se identifican como parte de la misma nación y pueden tener intereses similares. Los miembros mantienen en sus mentes una imagen mental de su afinidad: la nacionalidad que sienten con otros miembros de su nación cuando su «comunidad imaginada» está en conflicto con naciones vecinas o cuando participan en un evento internacional como los Juegos Olímpicos.
Las naciones son «limitadas» en el sentido de que tienen «límites finitos, aunque elásticos, más allá de los cuales se encuentran otras naciones». Son «soberanas», ya que ninguna monarquía dinástica puede reclamar autoridad sobre ellos, en el período moderno:

El concepto nació en una época en la que la Ilustración y la Revolución destruían la legitimidad del reino dinástico jerárquico, divinamente ordenado. Al alcanzar su madurez en una etapa de la historia humana en la que incluso los más devotos de cualquier religión universal se enfrentaban inevitablemente al pluralismo viviente de dichas religiones y al alomorfismo [incongruencia, división] entre las reivindicaciones ontológicas y la extensión territorial de cada fe, las naciones sueñan con ser libres, y, si están bajo la influencia de Dios, directamente. El símbolo y símbolo de esta libertad es el Estado soberano.

Aunque quizás nunca se vea a nadie en la comunidad imaginada, se sabe que están allí a través de medios de comunicación, como los periódicos. Describe el acto de leer un periódico diario como una «ceremonia multitudinaria»:
Se realiza en silencio y privacidad, en la guarida de la calavera. Sin embargo, cada comulgante es consciente de que la ceremonia que realiza es replicada simultáneamente por miles (o millones) de otras personas de cuya existencia confía, pero de cuya identidad desconoce por completo. (35)
Finalmente, una nación es una comunidad, porque,

Independientemente de la desigualdad y la explotación reales que puedan prevalecer en cada uno, la nación siempre se concibe como una camaradería profunda y horizontal. En última instancia, es esta fraternidad la que ha hecho posible, durante los últimos dos siglos, que tantos millones de personas, no tanto para matar, sino para morir voluntariamente por esas limitadas imaginaciones.

## Crítica
La primera crítica importante a la teoría de Anderson fue la de Partha Chatterjee, quien sostiene que el colonialismo europeo impuso límites de facto al nacionalismo: «Incluso nuestra imaginación debe permanecer, para siempre, colonizada» (Chatterjee, 1993: 5).
Historiadoras feministas, como Linda McDowell, han señalado una aceptación mucho más amplia pero también irreflexiva del nacionalismo, como una visión de género: «el término mismo de camaradería horizontal [...] trae consigo connotaciones de solidaridad masculina», argumentando que Comunidades imaginadas no aborda directamente la naturaleza de género del nacionalismo. (McDowell, 1999: 195).
Adrian Hastings criticó las interpretaciones modernistas de Anderson y otro historiador marxista, Eric Hobsbawm, por restringir el surgimiento del nacionalismo al período moderno y al siglo XVIII, ignorando los sentimientos nacionales del período medieval y el marco para la coexistencia nacional dentro de la Biblia y la teología cristiana.
Dean Kostantaras argumentó que el estudio de Anderson sobre el nacionalismo era demasiado amplio y que el tema requería una investigación mucho más exhaustiva.
En un ensayo retrospectivo para The New Republic en 2024, Samuel Clowes Huneke argumentó que el libro adolecía de fallas en su marco marxista, afirmando que «No se puede explicar la devoción que las naciones tienen y siguen inspirando», argumentando, además, que el énfasis de Anderson en «naciones que inspiran amor» ignora una historia de racismo en el auge del nacionalismo, y finalmente afirmando que si bien el libro «ofrece un relato convincente de los orígenes del nacionalismo, dice poco sobre las formas en que ha reaparecido en el siglo XXI», al mismo tiempo que «la idea de que la expansión conjunta del capitalismo y el nacionalismo, ambos ampliamente envueltos en el colonialismo, no tuvo nada que ver con el racismo es risible».